# Anna Paquin
Anna Helene Paquin (Winnipeg, Canadà, 24 de juliol de 1982) és una actriu neozelandesa nascuda al Canadà. La primera pel·lícula reeixida de Paquin va ser El piano, per la qual va guanyar l'Oscar a la millor actriu secundària el 1994 a l'edat d'11 anys - el segon guanyador més jove de la història. La seva carrera es reprenia gairebé d'una dècada més tard quan apareixia en una sèrie de pel·lícules reeixides com She's All That, Gairebé famosos i X-Men, on interpreta Rogue, el paper pel qual és més àmpliament coneguda.
Últimament Paquin ha aconseguit l'aclamació de crítica pel seu paper com a Sookie Stackhouse en la sèrie de l'HBO True Blood. Va ser premiada amb el Globus d'Or a la millor actriu en sèrie de televisió dramàtica el 2009.

## Orígens
Paquin va néixer a Winnipeg, Manitoba, Canadà, filla de Mary Paquin (nascuda Brophy), professora d'anglès, de Wellington, Nova Zelanda, i Brian Paquin, un professor d'institut d'educació física. Paquin és la més jove de tres fills; té dos germans més grans: Andrew, nascut el 1977, i Katya, nascuda el 1980. Paquin va tornar a Nova Zelanda quan tenia quatre anys. Va anar a la "Raphael House Rudolf Steiner School" fins als vuit o nou. Els seus hobbies musicals d'infantesa a Nova Zelanda eren tocar la viola, el violoncel i el piano. També feia gimnàstica, ballet, natació i esquí.
Mentre era a Nova Zelanda, Paquin va anar a la Hutt Intermediate School els anys 1994-95. Havent començat el seu ensenyament secundari a Wellington a la Wellington Girls' College, va completar la seva diplomatura a la Windward School de Los Angeles, on va traslladar amb la seva mare després del divorci dels seus pares el 1995. Es va graduar a la Windward School el juny de 2000 i completava el requisit de servei comunitari de l'escola treballant en un menjador de beneficència de Los Angeles i en un centre d'ensenyament especial. Va estudiar a la Universitat de Colúmbia durant un any, però ha estat d'aleshores ençà en una excedència per continuar la seva carrera d'actriu.

## Aclamada com a actriu infantil
Va ser a Nova Zelanda el 1991 quan Paquin esdevenia per casualitat una actriu. La directora Jane Campion estava buscant una nena per interpretar un paper clau a El piano, a filmar a Nova Zelanda, i un anunci als diaris convocava una prova de càsting. La germana de Paquin va llegir l'anunci i hi va anar amb un amic per provar; Paquin també hi va anar perquè no tenia res millor a fer. Quan Campion coneix Paquin- l'experiència de la qual havia estat com un skunk en una escola- queda molt impressionat amb l'actuació la nena de nou anys amb el monòleg sobre el pare de Flora, i va ser triada entre els 5.000 candidats.
Quan El Piano es va estrenar el 1993 va rebre les lloances dels crítics, i va guanyar premis en un cert nombre de festivals de cinema, i finalment va esdevenir una pel·lícula popular en una àmplia audiència. L'actuació de Paquin a la pel·lícula li va fer guanyar un Oscar a la millor actriu secundària a l'edat d'onze anys, esdevenint el segon guanyador d'un Oscar més jove a la història després de Tatum O'Neal.
El Piano va ser concebuda com a petita pel·lícula independent i no estava pensada per ser àmpliament distribuïda, i Paquin i la seva família no planejaven continuar als cercles del cinema. Tanmateix, va ser convidada a la William Morris Agency, i continuava rebent ofertes per a papers nous. Sistemàticament els rebutjava, però apareixia a tres anuncis per la companyia telefònica MCI, Inc. (ara Verizon). També apareixia com a veu en un llibre d'àudio titulat The Magnificent Nose el 1994.
El 1996, sortia a dues pel·lícules. El primer paper era com la jove Jane a Jane Eyre. L'altra era a Fly Away Home interpretant una noia jove que, després que mori la seva mare, s'instal·la amb el seu pare i troba consol cuidant joves orfes.
Com a adolescent, va tenir papers en pel·lícules com A Walk on the Moon, The Member of the Wedding, Amistad, Hurlyburly,  She's All That i Gairebé famosos.

## X-Men i més

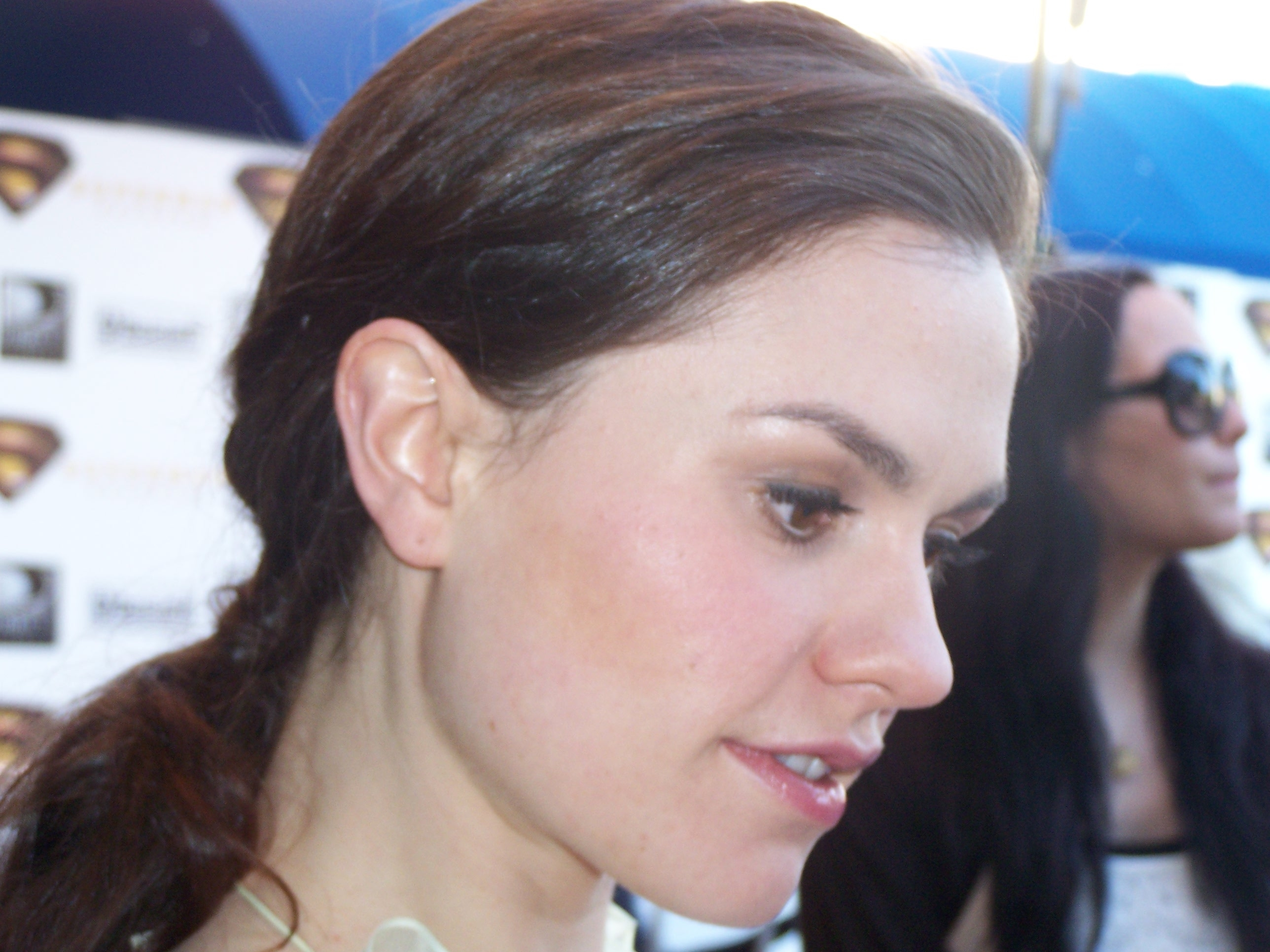
Paquin el 2006

Paquin va tornar a la primera fila mundial amb el seu paper com Rogue en l'èxit del 2000, X-Men a la seva continuació X-Men 2 el 2003, i a la tercera part X-Men: La decisió final el 2006.
L'estiu de 2006, va acabar el rodatge de Blue State. Era la productora executiva de la pel·lícula, que va ser produïda per Paquin Films, una companyia formada per ella i el seu germà, Andrew Paquin. El novembre de 2006 completava Margaret. Aquesta pel·lícula encara s'ha d'estrenar. La seva estrena no té data, a causa de disputes legals en curs.
El 2007, Paquin va rebre una nominació al Premi Emmy per la millor actriu secundària en minisèrie o telefilm pel seu paper com Elaine Goodale al telefilm per l'HBO Bury My Heart at Wounded Knee, basat en el best-seller de gran èxit de Dee Brown. També va rebre nominacions al Premi Globus d'Or i al Screen Actors Guild Award en categories similars.
El 2008, Paquin feia de Sookie Stackhouse en la sèrie de l'HBO True Blood, el seu primer paper en una sèrie de TV. La demostració es basa en la sèrie de novel·les de Charlaine Harris: The Southern Vampire Mysteries. Paquin va guanyar un Globus d'Or a la millor actriu en una sèrie dramàtica de la televisió pel seu paper en el show, i també va guanyar un Satellite Award en una categoria similar.
El 2009, Paquin interpretava a Irena Sendler, una dona polonesa aclamada com a heroïna de l'Holocaust, a The Courageous Heart of Irena Sendler, un biopic de la CBS basat en el llibre Mother of the Children of the Holocaust: The Irena Sendler Story, d'Anna Mieszkowska. La pel·lícula es va fer a Letònia, i es va fer una presentació per a la xarxa. l'actuació de Paquin va suposar-li una nominació el 2010 pel Globus d'Or a la millor actriu en pel·lícula de televisió.
La següent pel·lícula de Paquin és The Romantics, una comèdia romàntica al costat de Josh Duhamel i Katie Holmes. La pel·lícula es preveu que s'estreni el 2010.

## Carrera teatral
Paquin és també una premiada actriu de teatre, que va fer el seu debut a l'escenari el 2001 en una producció de The Glory of Living al MCC Theater. Va guanyar un Theater World Award el 2001-2002 per a la seva actuació. Ha aparegut d'aleshores ençà en un cert nombre d'obres, però només una vegada fora dels Estats Units, al West End a Londres en una producció de This is Our Youth el 2002.

## Vida personal
El 5 d'agost, de 2009, s'anunciava que Anna Paquin s'havia compromès amb l'actor Stephen Moyer, coprotagonista de True Blood, amb qui estava des del pilot de la sèrie el 2007.
Paquin viu a Venice (Los Angeles). Entre les seves aficions trobem el surf i el ciclisme.

## Filmografia
| Any  | Pel·lícula                                         | Paper                 | Notes |
| ---- | -------------------------------------------------- | --------------------- | --- |
| 1993 | El piano (The Piano)                               | Flora McGrath         | Oscar a la millor actriu secundària Nominada — Globus d'Or a la millor actriu secundària                                               |
| 1996 | Jane Eyre (Jane Eyre)                              | Jane Eyre             | |
| 1996 | Volant en llibertat (Fly Away Home)                | Amy Alden             | |
| 1997 | The Member of the Wedding                          | Frankie Addams        | Telefilm |
| 1997 | Amistad                                            | Isabel II d'Espanya   | |
| 1998 | Hurlyburly                                         | Donna                 | |
| 1998 | Castle in the Sky                                  | Sheeta (veu)          | |
| 1999 | Camins encreuats (It's the Rage)                   | Annabel Lee           | Telefilm |
| 1999 | Algú com tu (She's All That)                       | Mackenzie Siler       | |
| 1999 | A Walk on the Moon                                 | Alison Kantrowitz     | |
| 2000 | X-Men                                              | Rogue/Marie           | |
| 2000 | Gairebé famosos (Almost Famous)                    | Polexia Aphrodisia    | |
| 2000 | A la recerca d'en Forrester (Finding Forrester)    | Claire Spence         | |
| 2001 | Buffalo Soldiers                                   | Robyn Lee             | |
| 2002 | Darkness                                           | Regina                | |
| 2002 | 25th Hour                                          | Mary D'Annunzio       | |
| 2003 | X-Men 2                                            | Rogue/Marie           | |
| 2004 | Steamboy                                           | James Ray Steam (veu) | |
| 2005 | Una història de Brooklyn (The Squid and the Whale) | Lili Thorn            | |
| 2005 | Joan of Arc                                        | Joan (veu)            | Telefilm |
| 2006 | X-Men: La decisió final (X-Men: The Last Stand)    | Rogue/Marie           | |
| 2007 | Blue State                                         | Chloe Hamon           | |
| 2007 | Mosaic                                             | Maggie Nelson (veu)   | |
| 2007 | Bury My Heart at Wounded Knee                      | Elaine Goodale        | Nominada — Premi Emmy a la millor actriu de minisèries o telefilms Nominada — Globus d'Or a la millor actriu de minisèries o telefilms |
| 2009 | Trick 'r Treat                                     | Laurie                | |
| 2009 | The Courageous Heart of Irena Sendler              | Irena Sendler         | Nominada — Globus d'Or a la millor actriu de minisèries o telefilms                                                                    |
| 2010 | Open House                                         | Jennie                | |
| 2010 | The Romantics                                      | Lila                  | |
| 2010 | Open House                                         | Jennie                | |
| 2011 | Scream 4                                           | Rachel                | Cameo |
| 2011 | Margaret                                           | Lisa Cohen            | |
| 2011 | The Carrier                                        | Kim                   | curtmetratge |
| 2013 | Straight A's                                       | Katherine             | |
| 2013 | Free Ride                                          | Christina             | |
| 2014 | X-Men: Days of Future Past                         | Marie/ Rogue          | Cameo; més minuts a The Rogue Cut |
| 2015 | El viatge d'Arlo (The Good Dinosaur)               | Ramsey (veu)          | |
| 2018 | Furlough                                           | Lily Benson           | |
| 2018 | Tell It to the Bees                                | Dr. Jean Markham      | |
| 2019 | The Irishman                                       | Peggy Sheeran         | |

## Teatre
- The Glory of Living; MCC Theater, Nova York, 2001 - Lisa (guanyadora del Theatre World Award el 2002 pel paper)
- This is Our Youth; Garrick Theatre, Londres, 2002 - Jessica Goldman (nominada per Drama Desk Award pel seu paper)
- Manuscript (Lectura); Falmouth Academy, Nova York, 2003 - Elizabeth Hawkins
- Drug Buddy (Lectura); Manhattan Theater Club, 2003 - Wendy
- Roulette; Ensemble Studio Theatre, Nova York, 2004 - Jenny
- The Distance From Here; MCC Theater, Nova York, 2004 - Shari (Guanyadora Drama Desk Award el 2004)
- The 24 Hour Plays, South Of The Border; MCC Theater, 2004 - Maylene
- After Ashley; Vineyard Theatre, New York, 2005 - Julie Bell
- Dog Sees God: Confessions of a Teenage Blockhead; (Lectura); Westside Theatre, Nova York, 2005 - Marcy
- The 24 Hour Plays, The Blizzard; MCC Theater, 2006 - Jenny